# جنكيز خان (فلم)
جنكيز خان بالإنجليزية (Genghis Khan) فيلم انتج في العام 1965 من إخراج هنري لفين وبطولة عمر الشريف يحكي قصة الفاتح المغولي جنكيز خان.
تدور قصة الفلم عن الشاب الصغير تيموجين ومعناه (القوي الصلب)الذي مات أبوه الخان متسمم، فيرث تيموجين الحسرة والجوع والتشرد هو وامه واخوته، ويقبض عليه عدوه ويضع على رقبته ويديه طوق خشبي حتى لايهرب، ويحاول تيموجين الهرب مرتين ويفشل وبمساعده رجل عجوز كان يعمل تابع عند والده يستطيع تيموجين الهرب، وينجح في الوصول إلى عائلته ثم يذهب تموجين إلى خطيبته بورته ويهديها معطف السمور الأسود ايذان بزواج منها ويرجع لعائلته، لكن زوجته تخطف، فيقرر تيموجين الاستعانة باخوه في الدم وصديق طفولته جاموقا وبعض القبائل وينجح في قتل اعدائه واعادة زوجته، وهذا الحدث جعل تيموجين مشهور وناجح كقائد مما جعل الكثير من المغول ينضمون له ولكن هذا الشئ جعل الحسد والغيرة تدب في قلب اخوه جاموقا فتحدث معركه ينتصر فيها تيموجين ويهرب جاموقا وبعد أن احس تيموجين بقوته يبداء الاستعداد لبناء دولته وقتل جميع اعدائه ويستطيع بذكائه وحنكته وبقبضه عسكريه حديديه من توحيد كل قبائل المغول وتتار تحت اسم المغول ويلقب نفسه بجنكيز خان ثم يبداء بتوسع والهجوم على الصين في الشرق ثم على خوارزم في الغرب ويضمها لمملكته وفي نهاية الفلم يتقابل جيش جنيكز خان مع عدوه اللدود جاموقا وينتصر عليه.

## بطولة
- عمر الشريف في دور تيموجين-جنكيز خان.
- ستيفن بويد في دور جاموغا.
- جيمس ماسون في دور كام لينغ.
- ايلي والاش في دور شاه خوارزم.
- روبرت مورلي في دور إمبراطور الصين.
- فرنسواز دورليك في دور بورتيه.

## روابط خارجية
- مقالات تستعمل روابط فنية بلا صلة مع ويكي بيانات